# The Swap
The Swap (Swap: El cambio en Latinoamérica y ¡Vaya cambiazo! en España) es una película juvenil estadounidense para televisión protagonizada por Peyton List y Jacob Bertrand, basada en la novela para adolescentes y adultos jóvenes del mismo nombre de Megan Shull. Se estrenó en Estados Unidos el 7 de octubre de 2016 en Disney Channel. Durante su estreno la película tuvo una audiencia de 3,1 millones de espectadores, 1,55 millones de espectadores entre adolescentes y 1,55 millones de espectadores entre adultos de 20-34 años de edad. La primera promoción salió al aire el 24 de junio de 2016 en Disney Channel durante el estreno de la película original Adventures in Babysitting. La película es dirigida por Jay Karas y es producida por MarVista Entertainment y Disney Channel. En Latinoamérica se estrenó  el 11 de febrero de 2017 en la señal HD y el 12 de febrero de 2017 en la señal estándar, y en España se estrenó el 24 de febrero del mismo año.

## Trama
Ellie O'Brien (Peyton List) está tratando de hacer gimnasia rítmica y tiene problemas con su mejor amiga. Mientras tanto su compañero Jack Malloy (Jacob Bertrand) está luchando para cumplir con los legados de hockey-estrella de sus hermanos. Cuando Ellie y Jack cambian de cuerpo cada uno trata de vivir la vida del otro, se produce hilaridad cuando Ellie (como Jack) aprende sobre la unión fraternal y la jerga de hockey, mientras que Jack (como Ellie) tiene que descifrar el código de chica y experimentar un día en el spa. Con un campeonato de gimnasia rítmica y un lugar en el equipo de hockey tienen que encontrar la manera de volver a su propio cuerpo antes de que el intercambio se convierta en permanente. A medida que se ven obligados a caminar literalmente en los zapatos del otro, ganan la empatía por los demás y aprenden lecciones valiosas sobre su propia vida mientras buscan como volver a los cuerpos que le corresponden.

## Reparto
| Actor               | Personaje               |
| ------------------- | ----------------------- |
| Peyton List         | Ellie O'Brien           |
| Jacob Bertrand      | Jack Malloy             |
| Darrin Rose         | Entrenador Malloy       |
| Claire Rankin       | Summer                  |
| Callan Potter       | Gunner Malloy           |
| Jesse Bostick       | Stryker Malloy          |
| Eliana Jones        | Aspen Bishop            |
| Kiana Madeira       | Sassy Gaines            |
| Kolton Stewart      | Owen                    |
| James Godfrey       | Porter Gibbs            |
| Devyn Nekoda        | Mackenzie Wick          |
| Naomi Snieckus      | Entrenadora Carol       |
| Linda Kash          | Enfermera Helen         |
| Naya Liviah         | Claire                  |
| Michael Fessaha     | Ryan                    |
| Marcia Johnson      | Dr. Baker               |
| Valerie Descheneaux | Estilista               |
| Danny Smith         | Conserje                |
| Mark Hickox         | Entrenador de Bádminton |

## Rodaje
El rodaje comenzó el 20 de abril de 2016 y terminó el 28 de junio del mismo año. El rodaje tuvo lugar en Toronto.

## Recepción
Durante su noche de estreno en Estados Unidos, la película tuvo una audiencia de 3,1 millones de espectadores, anotando 1,55 millones de espectadores entre adolescentes y 1,55 millones de espectadores entre adultos de 20-34 años de edad. The Swap tiene un índice de audiencia de 6,7 sobre 10 en IMDb.